# Winston Reid
Winston Reid (ur. 3 lipca 1988 w Auckland) – nowozelandzki piłkarz maoryskiego i duńskiego pochodzenia, który występował na pozycji środkowego lub prawego obrońcy. Najwięcej występów zaliczył dla angielskiego West Hamu. Uczestnik Mistrzostw Świata 2010. Wychowanek FC Midtjylland.

## Kariera klubowa
Winston Reid urodził się w Nowej Zelandii, jednak w wieku 10 lat przeprowadził się do Danii. Tam rozpoczął treningi w szkółce juniorów klubu SUB Sønderborg. Następnie trafił do FC Midtjylland i w 2005 został włączony do kadry seniorów. Zadebiutował 27 listopada w zremisowanym 2:2 spotkaniu z SønderjyskE Fodbold. Przez 3 pierwsze sezony w ekipie Midtjylland Reid pełnił rolę rezerwowego i zdobył w tym czasie 2 razy wicemistrzostwo Danii: w sezonie 2006/2007 oraz 2007/2008. W kolejnych rozgrywkach Reid był już podstawowym zawodnikiem swojej drużyny. W Superligaen zdobył wówczas 2 gole: w przegranym 2:3 spotkaniu z Aalborg BK i zwycięskim 3:1 pojedynku przeciwko AC Horsens.

## Kariera reprezentacyjna
Reid początkowo występował w młodzieżowych reprezentacjach Danii. Razem z drużyną do lat 21 grał w eliminacjach do Młodzieżowych Mistrzostw Europy 2009. 11 marca 2010 piłkarz poinformował, że w przyszłości chciałby reprezentować Nową Zelandię, a 2 dni później oficjalnie potwierdził informację odnośnie do wyboru zespołu narodowego. 10 maja Ricki Herbert powołał Reida do 23–osobowej kadry reprezentacji Nowej Zelandii na Mistrzostwa Świata w RPA. Piłkarz zadebiutował w niej 24 maja w przegranym 1:2 towarzyskim pojedynku z Australią. Swoją pierwszą bramkę strzelił na Mundialu w RPA 15 czerwca 2010 roku w meczu ze Słowacją, pokonując Jána Muchę w trzeciej minucie doliczonego czasu wyrównując wynik spotkania na 1:1.